# João Baptista Cordeiro Guerra
João Baptista Cordeiro Guerra (Rio de Janeiro, 12 de junho de 1916 — Rio de Janeiro, 27 de junho de 1993) foi um jurista Brasileiro.
Bacharel em direito pela Faculdade Nacional de Direito, em 3 de dezembro de 1937.
Foi nomeado ministro do Supremo Tribunal Federal, por decreto de 16 de setembro de 1974, do Presidente Ernesto Geisel, assumindo em 26 de setembro de 1974. Ocupou o cargo vago com a aposentadoria de Luís Gallotti. Aposentado em 18 de março de 1986, foi sucedido por Célio Borja. Entre outras ações importantes, negou a extradição a cidadão francês em 1977 pelo temor a ser submetido a prisão perpétua ou mesmo pena de morte (Processod de Extradição 342).
Foi presidente do Supremo Tribunal Federal, de 21 de fevereiro de 1983 a 25 de fevereiro de 1985.